# John Pentland Mahaffy
John Pentland Mahaffy (ur. 26 lutego 1839, zm. 30 kwietnia 1919), irlandzki profesor historii starożytnej.

## Edukacja i zainteresowania
Mahaffy urodził się w pobliżu Vevey w Szwajcarii. Początkowo uczył się indywidualnie w Szwajcarii i Niemczech, a później już bardziej oficjalnie w Trinity College w Dublinie. Jako student został prezydentem Uniwersyteckiego Towarzystwa Filozoficznego. Był bardzo wszechstronny, grał w krykieta, utrzymywał, że zna rodowód każdego konia wyścigowego w Ulsterze. Był także ekspertem w wędkarstwie muchowym.